# Relativistische Masse
Die relativistische Massenzunahme ist ein Konzept aus der Frühzeit der speziellen Relativitätstheorie. Bei sehr hohen Geschwindigkeiten nehmen Trägheit, Impuls und kinetische Energie stärker zu, als dies nach der klassischen (Newton’schen) Mechanik zu erwarten wäre. Man kann dies so interpretieren, dass die Masse des Objekts mit seiner Geschwindigkeit zunimmt. Dem Objekt kann man dann zwei Massen zuschreiben: die Ruhemasse {\displaystyle m_{0}}, die es bei Ruhe (in seinem Schwerpunktssystem) hat, und die relativistische Masse {\displaystyle m_{\text{rel}}}, die von der Geschwindigkeit relativ zum Beobachter abhängig ist.
Dieses Konzept ist eine Alternative zur Definition der Masse als Eigenschaft des Objekts, die unabhängig von dessen Geschwindigkeit ist. Diese invariante Masse entspricht der Ruhemasse im Modell der relativistischen Massenzunahme. Die relativistischen Effekte werden nicht durch eine variable Masse, sondern ausschließlich durch modifizierte Formeln für Impuls und Energie beschrieben. 
Beide Konzepte haben ihre Vor- und Nachteile. Im Gegensatz zur relativistischen Zeitdilatation und Längenkontraktion, die man mit Uhren und Maßstäben objektiv und direkt messen kann, hängt die Bestimmung der Masse davon ab, wie man sie definiert. Daher gibt es kein „richtiges“ oder „falsches“ Modell. Die Definition der Masse als invarianter Eigenschaft hat sich in der Fachliteratur weitgehend durchgesetzt und wird auch in der deutschsprachigen Wikipedia verwendet. Vor allem im populärwissenschaftlichen Bereich ist die relativistische Masse noch sehr präsent, weil sich manche Phänomene damit einfacher beschreiben lassen.

## Definition

Der Lorentz-Faktor

Die relativistische Masse ist definiert als
{\displaystyle m_{\text{rel}}(v)=\ {\frac {m_{0}}{\sqrt {1-(v/c)^{2}}}}=\gamma \cdot m_{0}}.
Hierbei ist 
- {\displaystyle m_{0}} die Ruhemasse,
- {\displaystyle c} die Lichtgeschwindigkeit,
- {\displaystyle v} die Relativgeschwindigkeit zwischen Objekt und Beobachter.

Der Lorentz-Faktor
{\displaystyle \gamma ={\frac {1}{\sqrt {1-(v/c)^{2}}}}}
beschreibt die relativistische Veränderung von Raum und Zeit (Lorentz-Kontraktion und Zeitdilatation). Für alltägliche Geschwindigkeiten ({\displaystyle v\ll c}) ist dieser Faktor ungefähr Eins, so dass relativistische Effekte vernachlässigbar sind. Bei Geschwindigkeiten im Prozentbereich der Lichtgeschwindigkeit („relativistischen Geschwindigkeiten“) steigt {\displaystyle \gamma } stark an und müsste bei {\displaystyle v=c} unendlich groß werden.

## Motivation für die Verwendung der relativistische Masse
Aus dem Relativitätsprinzip mit der Grenzgeschwindigkeit {\displaystyle c} folgt, dass Raum und Zeit von der Relativgeschwindigkeit zum Beobachter abhängen. Dies wiederum bewirkt, dass auch die klassischen Gleichungen für Impuls und kinetische Energie 
{\displaystyle {\begin{array}{ll}{\vec {p}}&=\,m\,{\vec {v}}\\E_{\text{kin}}&=\,{\tfrac {1}{2}}m\,v^{2}\end{array}}}
nicht mehr exakt gelten. Sie lauten in der Relativitätstheorie (siehe relativistischer Impuls):
{\displaystyle {\begin{array}{ll}{\vec {p}}&=\,\gamma \,m\,{\vec {v}}\\E_{\text{kin}}&=\,mc^{2}\cdot (\gamma -1).\end{array}}}
Mit der Ruheenergie
{\displaystyle E_{0}=mc^{2}}
gilt dann für die Gesamtenergie:
{\displaystyle E=E_{0}+E_{\text{kin}}=\gamma \,m\,c^{2}.}
Im nicht-relativistischen Fall gehen diese Gleichungen in die Formeln der klassischen Physik über, denn für {\displaystyle v\ll c} gelten die Näherungen {\textstyle \gamma \approx 1} und {\textstyle \gamma -1\approx {\frac {1}{2}}\left({\frac {v}{c}}\right)^{2}}. Bei hohen Geschwindigkeiten hingegen geht eine weitere Erhöhung der Geschwindigkeit mit einer deutlich größeren Zunahme von Impuls und Energie einher, als nach den klassischen Formeln zu erwarten wäre. Man kann dies so interpretieren, dass die klassischen Formeln weiterhin gelten, aber die Masse des Objekts zunimmt und im Grenzfall {\displaystyle v\to c} gegen unendlich geht.

## Vergleich mit der Masse als invarianter Größe
|                       | moderne Konvention: Masse ist invariant                                          | traditionelle Konvention: Masse ist relativ                                            |
| --------------------- | -------------------------------------------------------------------------------- | -------------------------------------------------------------------------------------- |
| invariante Masse      | {\displaystyle m} „Masse“                                                        | {\displaystyle m_{0}} „Ruhemasse“                                                      |
| relativistische Masse | —                                                                                | {\displaystyle m=m_{\text{rel}}=\gamma \,m_{0}} „Masse“                                |
| Impuls                | {\displaystyle {\vec {p}}=\gamma \,m\,{\vec {v}}}                                | {\displaystyle {\vec {p}}=m\,{\vec {v}}}                                               |
| Ruheenergie           | {\displaystyle E_{0}=m\,c^{2}}                                                   | {\displaystyle E_{0}=m_{0}c^{2}}                                                       |
| Gesamtenergie         | {\displaystyle E=\gamma \,m\,c^{2}}                                              | {\displaystyle E=m\,c^{2}}                                                             |
| kinetische Energie    | {\displaystyle E_{\text{kin}}=(\gamma -1)mc^{2}} {\displaystyle =E-mc^{2}\quad } | {\displaystyle E_{\text{kin}}=(\gamma -1)m_{0}c^{2}} {\displaystyle =(m-m_{0})c^{2}\,} |

Es gibt also zwei konkurrierende Konventionen der Masse, die im Folgenden „modern“ und „traditionell“ genannt werden sollen:
- moderne Konvention: Es gibt nur eine „Masse“ {\displaystyle m}. Diese ist invariant.
- traditionelle Konvention: Man unterscheidet zwischen „Ruhemasse“ {\displaystyle m_{0}} (invariant) und „relativistischer Masse“ {\displaystyle m_{\text{rel}}} (relativ).

Bei Verwendung der traditionellen Konvention wird die relativistische Masse oft verkürzt als „Masse“ {\displaystyle m} bezeichnet. So spricht man beispielsweise von „relativistischer Massenzunahme“ (also relativistischer Zunahme der Masse) und nicht von der „Zunahme der relativistischen Masse“. Dies kann zu Verwirrung führen, weil {\displaystyle m} dadurch je nach Konvention unterschiedliche Dinge bezeichnet.
In der Tabelle sind einige Formeln vergleichend aufgeführt, wobei hier bewusst auch die relativistische Masse mit {\displaystyle m} bezeichnet wird, um die möglichen Missverständnisse aufzuzeigen. Besonders auffällig ist die Fehlerquelle bei der populären Formel zur Äquivalenz von Masse und Energie: die Formel {\displaystyle E=mc^{2}} ist nur in der traditionellen Konvention richtig (es sei denn, man deklariert {\displaystyle E} explizit als Ruheenergie); in moderner Konvention muss sie {\displaystyle E_{0}=mc^{2}} lauten.
Umgekehrt spiegelt die Energie-Impuls-Relation in der Form
{\displaystyle E^{2}-{\vec {p}}^{2}c^{2}=m^{2}c^{4}}
die moderne Konvention wider. Die Masse ist hier der Betrag (die Länge) des vierdimensionalen Energie-Impuls-Vektors {\displaystyle (E,{\vec {p}}c)}, ein skalarer Wert, der in allen Bezugssystemen gleich ist. In der traditionellen Konvention ist die Masse {\displaystyle m} die nullte Komponente dieses Vektors, und man könnte schreiben: {\displaystyle m^{2}c^{4}-{\vec {p}}^{2}c^{2}=m_{0}^{2}c^{4}}
Da die relativistische Masse äquivalent zur Gesamtenergie ist, bleibt sie bei allen Vorgängen erhalten. Nach moderner Definition gibt es hingegen keine Massenerhaltung bei einem nicht-abgeschlossenen System. Beispielsweise ist beim Alphazerfall {\textstyle {}^{238}\mathrm {U} \to {}^{234}\mathrm {Th} +\alpha } die Masse des Urankerns größer als die von Thoriumkern plus Alphateilchen. Die Differenz entspricht der freigesetzten kinetischen Energie.

## Masselose Teilchen
Auf Photonen (und masselose Teilchen generell) sind die obigen Überlegungen nicht anwendbar. Für Photonen gibt es kein Ruhesystem, die Relativgeschwindigkeit zum Beobachter ist immer c und wegen {\displaystyle 1/\gamma =0} ist der Lorentz-Faktor nicht definiert.
Andererseits übertragen Photonen Energie und Impuls
{\displaystyle E=h\cdot \nu \quad \qquad |{\vec {p}}|={\frac {E}{c}}={\frac {h\cdot \nu }{c}}\,,}
wobei die Frequenz {\displaystyle \nu } und damit Energie und Impuls von der Relativgeschwindigkeit der Photonenquelle zum Beobachter abhängig sind (Doppler-Effekt). Mit den oben genannten Einschränkungen kann man daher formal auch dem Photon eine relativistische Masse 
{\displaystyle m_{\text{rel}}={\frac {h\cdot \nu }{c^{2}}}}
zuordnen.
Diese „relativistische Photonenmasse“ führt jedoch leicht in die Irre. So ist die Ablenkung des Lichts im Schwerefeld keineswegs als Massenanziehung zu deuten, und die Vorstellung, ein Schwarzes Loch könne Photonen emittieren, die aufgrund der übergroßen Schwerkraft eine gewisse Höhe erreichen und wieder zurückfallen, ist völlig falsch.

## Vorteile des Konzepts
Mit der relativistischen Masse kann man für die Impuls-Geschwindigkeit-Beziehung weiterhin die newtonsche Formel {\displaystyle {\vec {p}}=m\cdot {\vec {v}}} verwenden, denn im bewegten System gilt:
{\displaystyle {\vec {p}}=m_{\text{rel}}\cdot {\vec {v}}}.
Für die gesamte Energie {\displaystyle E} einschließlich der (vom Bezugssystem abhängigen) kinetischen Energie gilt:
{\displaystyle E=m_{\text{rel}}\cdot c^{2}\,.}
„Die Masse entspricht der Energie“ und „die Ruhemasse entspricht der Ruheenergie“ ist leichter zu kommunizieren als „die Masse entspricht der Ruheenergie“. Weiterhin kann man didaktisch recht einfach argumentieren: „Die Trägheit eines Objekts nimmt mit wachsender Geschwindigkeit zu, weil die Masse zunimmt.“ und: „Lichtgeschwindigkeit ist für massebehaftete Objekte unerreichbar, weil dann die Masse und damit die erforderliche Energie unendlich groß sein müssten.“ Die Rückführung dieser Phänomene auf die Raum-Zeit-Geometrie (Viererimpuls) ist hierfür nicht nötig.

## Nachteile des Konzepts
Mit dem Begriff „relativistische Massenzunahme“ wird der Anschein erweckt, es gäbe gleichberechtigt drei relative Größen: Raum, Zeit und Masse. Dies ist aber nicht der Fall: Die relativistische Längenkontraktion und Zeitdilatation sind Konsequenzen der Raumzeit-Geometrie, die sich mit Maßstäben und Uhren direkt und objektiv messen lassen; Massenänderungen hingegen können nur geschlussfolgert werden und sind letztlich eine Frage der Definition von „Masse“.
Mit der relativistischen Masse kann man die Newton’sche Beziehung {\displaystyle \,{\vec {p}}=m\cdot {\vec {v}}\,} zwar „retten“, ins zweite newtonsche Gesetz eingesetzt bringt die relativistische Masse aber falsche Ergebnisse hervor. Im Allgemeinen ist
{\displaystyle {\vec {F}}\neq m_{\text{rel}}(v)\cdot {\vec {a}}\,}.
Dieser Mangel ergibt sich aus der Definition der Kraft {\displaystyle {\vec {F}}} als die zeitliche Änderung des Impulses. Der Zusammenhang zwischen Kraft und Beschleunigung in der spezielle Relativitätstheorie ist:
{\displaystyle {\vec {F}}\ \,{\stackrel {\mathrm {def} }{=}}\,\ {\frac {\mathrm {d} \,{\vec {p}}}{\mathrm {d} t}}={\frac {m}{\sqrt {1-(v/c)^{2}}}}\ {\vec {a}}+{\frac {m\ ({\vec {v}}\cdot {\vec {a}})}{c^{2}\,\left({\sqrt {1-(v/c)^{2}}}\right)^{3}}}\ {\vec {v}}\,=\gamma \,m\,{\vec {a}}+\gamma ^{3}\,m\,{\frac {{\vec {v}}\cdot {\vec {a}}}{c^{2}}}\,{\vec {v}}}.
Dies lässt sich umstellen zu
{\displaystyle {\vec {a}}={\frac {1}{\gamma \,m}}\left({\vec {F}}-{\frac {1}{c^{2}}}\left({\vec {v}}\cdot {\vec {F}}\right){\vec {v}}\right)\,.}
Die Richtung der Beschleunigung ist demnach nur dann parallel zur Kraft, wenn diese genau senkrecht zur Geschwindigkeit (transversal) oder parallel dazu (longitudinal) einwirkt. Nur im Fall transversal einwirkender Kraft (Beispiel: Zyklotron) ist die Beziehung {\displaystyle {\vec {F}}=m_{\text{rel}}\cdot {\vec {a}}\,} korrekt. Abgesehen von diesen Spezialfällen hat die Beschleunigung zusätzlich einen Anteil, der parallel oder antiparallel zur Geschwindigkeit ist und mit zunehmender Geschwindigkeit anwächst. Zudem ist die Beschleunigung bei longitudinaler Krafteinwirkung um einen Faktor {\displaystyle 1/\gamma ^{2}} geringer als bei transversaler (siehe Viererkraft). Die unterschiedliche Trägheit hatte man bei der Entwicklung der Relativitätstheorie anfangs mit den Begriffen der „longitudinalen Masse“ {\displaystyle \gamma ^{3}m_{0}} und „transversalen Masse“ {\displaystyle \gamma \,m_{0}} zu erfassen versucht, die aber heute so nicht mehr verwendet werden. Bereits 1921 gab Wolfgang Pauli in seinem Werk „Relativitätstheorie“ die longitudinale Masse auf, behielt jedoch die transversale Masse als „Masse“ (im Sinne von „relativistischer Masse“).
Die scheinbar didaktisch einfache Erklärung „Die Massenzunahme entspricht der Energie, die man zur Beschleunigung aufgewendet hat.“ ist unverträglich mit dem Relativitätsprinzip: Aus Sicht eines schnellen Raumschiffs, das an der Erde vorbeifliegt, hätte die Masse der gesamten Erde um den Faktor {\displaystyle \gamma } zugenommen.
Die relativistische Masse kann zwar erklären, warum ein Körper mit Masse die Lichtgeschwindigkeit nicht erreichen kann, versagt aber bei der Erklärung des relativistischen Additionstheorems für Geschwindigkeiten.

## Frühere und heutige Verwendung des Konzepts
Da es sich um eine Konvention handelt, kann die Frage, welches Konzept „richtig“ ist, nicht experimentell entschieden werden. In der ersten Hälfte des 20. Jahrhunderts existierten in der Fachwelt beide Begrifflichkeiten nebeneinander. Im weiteren Verlauf setzte sich aber mehr und mehr die Konvention durch, dass „Masse“ eine vom Bezugssystem unabhängige Eigenschaft des Teilchens oder Systems bezeichnet. Einstein selbst begründete die Wortwahl im Jahre 1948:

„Es ist nicht gut, von der Masse {\textstyle M=m/{\sqrt {1-{\tfrac {v^{2}}{c^{2}}}}}} eines bewegten Körpers zu sprechen, da für {\displaystyle M} keine klare Definition gegeben werden kann. Man beschränkt sich besser auf die „Ruhe-Masse“ {\displaystyle m}. Daneben kann man ja den Ausdruck für momentum [Impuls] und Energie geben, wenn man das Trägheitsverhalten rasch bewegter Körper angeben will.“

In der Fachsprache wird heute meist diese moderne Begrifflichkeit verwendet. Um dies zu verdeutlichen, spricht man manchmal auch von invarianter Masse, einem Begriff aus der Teilchenphysik, der der Schwerpunktsenergie eines Systems mehrerer Teilchen entspricht. Die traditionelle Begrifflichkeit von „relativistischer Massenzunahme“ und „Ruhemasse“ ist aber in populärwissenschaftlicher Literatur, in Schulbüchern und sogar in einigen modernen Lehrbüchern der theoretischen Physik noch präsent. Eine Untersuchung aus dem Jahr 2008 ergab, dass in Publikationen aller Art das Konzept der „relativistischen Masse“ in der Mehrheit war, es aber seit ungefähr den 1970er Jahren einen deutlichen Trend hin zur Masse als invarianter Eigenschaft gibt.
In der deutschsprachigen Wikipedia wird durchweg die Konvention der Masse als invarianter Größe verwendet.

## Zitate
„Ihre universelle und auch von Einstein so vorgesehene Gültigkeit erlangt diese [die Masse] erst dadurch, daß in ihr für m auch bewegte Massen zugelassen werden.“

„Da E und mrel sich nur um einen konstanten Faktor (c2) unterscheiden, besteht kein Vorteil darin, beide Termini am Leben zu erhalten, und mrel erfährt das Schicksal der 10-Euro Münze: Gibt’s, kann man nehmen, aber der Sammlerwert ist höher, als der praktische Nutzen.“

„Das Konzept der „relativistischen Masse“ führt zu Missverständnissen. [...] Es erweckt den Anschein, der Zuwachs an Energie [...] sei verbunden mit einer Änderung der inneren Struktur des Objekts. In Wahrheit liegt die Ursache für die Energiezunahme nicht beim Objekt, sondern bei den geometrischen Eigenschaften der Raumzeit.“

„Natürlich steht es einem frei, den Begriff der relativistischen Masse mrel einzuführen. [...] Das Rezept m → mrel zur Aufstellung der relativistischen Bewegungsgleichung führt in vielen, aber nicht in allen Fällen zum richtigen Ergebnis. Das Rezept m → mrel ist daher nicht allgemein gültig.“

“The modern theory of relativity relies upon the geometrical properties of spacetime as its foundation. The simplicity and beauty of the theory are regarded as its hallmark. […] [R]elativistic mass is in direct conflict with the kinematical structure of special relativity. As the concept can in no way be considered a primitive concept of the theory, the statement that it is merely a matter of choice whether to use it or not is flagrantly incorrect.”

„Die moderne Relativitätstheorie beruht auf den geometrischen Eigenschaften der Raumzeit. Die Einfachheit und Schönheit der Theorie gelten als ihr Markenzeichen. […] Die relativistische Masse steht in direktem Widerspruch zur kinematischen Struktur der speziellen Relativitätstheorie. Da das Konzept in keiner Weise als elementares Konzept der Theorie betrachtet werden kann, ist die Behauptung, ihre Verwendung sei nur eine Geschmacksfrage, offenkundig falsch.“